# Dendrometrie
Die Dendrometrie (v. griech. δένδρον, dendron = „Baum“, μέτρον metron „Maß, -messer“) ist die Vermessung von Bäumen. Sie wird in der Forstwirtschaft, im Garten- und Landschaftsbau sowie in der botanischen Forschung eingesetzt und hat je nach Einsatzbereich zum Ziel, den Stand und die Veränderung des Wachstums von Einzelbäumen sowie von Baumpopulationen zu dokumentieren.
Einige Messungen, die die Dendrometrie umfasst, sind
- Dicke, Höhe, Volumen und Masse eines Baumes
- Alter eines Baumes
- durchschnittliche Wuchsleistung eines Forstes und Abweichung einzelner Bäume

## Hilfsmittel
- Dendrometer